# Joseph Woods
Joseph Woods FLS FGS ( 24 de agosto de 1776 - 9 de enero de 1864 ) fue un cuáquero, arquitecto, botánico, geólogo, nacido en la ciudad de Stoke Newington, a pocos kilómetros al norte de la ciudad de Londres. Fue miembro de la Sociedad de Anticuarios, y miembro honorario de la Sociedad de Arquitectos Británicos, y fue también electo miembro de la Sociedad linneana de Londres y miembro de la Sociedad Geológica de Londres en reconocimiento a sus estudios originales.

## Educación
Su temprana educación fue en su domicilio en Stoke Newington, donde sus padres Joseph y Margaret Woods le enseñaron latín, griego, griego moderno, hebreo, italiano y francés. Más tarde (a los 16) estudiaría arquitectura con Daniel Asher Alexander.

## Trasfondo abolicionista
Su padre (Joseph Woods el mayor), fue un fundador del abolicionismo en Inglaterra; y un tío de su madre (Samuel Hoare el joven) también fue miembro fundante abolicionista. Joseph Woods el mayor y Samuel Hoare el joven fueron dos de los cuatro fundadores cuáqueros fundadores del Comité Abolicionista de Londres, el cuerpo predecesor del Comité de la Abolición del Tráfico de Esclavos.

## Arquitectura
En 1806 Joseph Woods funda la Sociedad de Arquitectura de Londres y fue su primert presidente. Antes de esa fecha, el diseño y la construcción de la "Casa Clissold" en Stoke Newington es frecuentemente atribuido a él, fechado cerca de 1790, pero suena improbable. En 1816, inmediatamente después de las Guerras Napoleónicas, explora el continente, visitando Francia, Suiza, Italia, estudiando su arquitectura y la flora. Basándose en parte en esas experiencias, publica en 1828 Letters of an Architect.

## Botánica
Después de 1835 pasa delinterés en la arquitectura para apasionarse en la botánica.
Muchos años antes, había completado un estudio del género Rosa, publicándolo en Transactions of the Sociedad linneana de Londres en 1818 bajo el título Synopsis of the British Species of Rosa y dándole a Woods reputación como botánico sistemático. Dejando la arquitectura, estuvo entonces en condiciones de dedicarse más plenamente a la botánica y sus notas botánicas, hechas durante sus viajes continentales y británicos, publicando en Companion to the Botanical Magazine en 1835 y en 1836, y en sucesivos volúmenes de The Phytologist comenzándolos en 1843.
En 1850 publica The Tourist’s Flora: a descriptive catalogue of the flowering plants and ferns of the British Islands, France, Germany, Switzerland, Italy, and the Italian islands, mostrando sus numerosas excursiones de campo en Europa y en las islas británicas.

## Honores

### Eponimia
Un género de helechos: Woodsia R.Br., fue nombrado en su honor.

## Familia
Uno de sus tíos abuelos maternos fue Jonathan Hoare, diseñó y construyó la "Casa Clissold" (hoy en Clissold Park, Londres N16). Y una de sus tías abuelas maternas fue Grizell Hoare (de soltera Birkbeck) quien fue la tercera esposa del farmacéutico, filántropo y abolicionista cuáquero William Allen.
- La abreviatura «J.Woods» se emplea para indicar a Joseph Woods como autoridad en la descripción y clasificación científica de los vegetales.[3]